# Festival di Cannes 2003
La 56ª edizione del Festival di Cannes si è svolta a Cannes dal 14 al 25 maggio 2003.
Il festival si è aperto con la proiezione di Il tulipano d'oro di Gérard Krawczyk e si è chiuso con quella di Tempi moderni di Charles Chaplin. La madrina della manifestazione è stata l'attrice italiana Monica Bellucci.
La giuria presieduta dal regista francese Patrice Chéreau ha assegnato la Palma d'oro per il miglior film a Elephant di Gus Van Sant. Lo stesso film ha vinto, eccezionalmente, anche il premio per la miglior regia (in deroga al regolamento).

## Selezione ufficiale

### Concorso
- Le invasioni barbariche (Les invasions barbares), regia di Denys Arcand (Canada)
- Il cuore altrove, regia di Pupi Avati (Italia)
- Carandiru, regia di Héctor Babenco (Brasile/Argentina)
- Les côtelettes, regia di Bertrand Blier (Francia)
- Tiresia, regia di Bertrand Bonello (Francia)
- Uzak, regia di Nuri Bilge Ceylan (Turchia)
- Mystic River, regia di Clint Eastwood (USA)
- The Brown Bunny, regia di Vincent Gallo (USA)
- Le valigie di Tulse Luper - La storia di Moab (The Tulse Luper Suitcases, Part 1: The Moab Story), regia di Peter Greenaway (Gran Bretagna)
- Sharasôju, regia di Naomi Kawase (Giappone)
- Akarui mirai, regia di Kiyoshi Kurosawa (Giappone)
- Purple Butterfly, regia di Lou Ye (Cina)
- Alle cinque della sera (Panj é asr), regia di Samira Makhmalbaf (Iran)
- La Petite Lili, regia di Claude Miller (Francia)
- Swimming Pool, regia di François Ozon (Francia)
- Quel giorno (Ce jour-là), regia di Raoul Ruiz (Svizzera)
- Padre e figlio (Otets i syn), regia di Aleksandr Sokurov (Russia)
- Anime erranti (Les Égarés), regia di André Téchiné (Francia)
- Elephant, regia di Gus Van Sant (USA)
- Dogville, regia di Lars von Trier (Danimarca)

### Fuori concorso
- Claude Sautet ou La magie invisible, regia di Nguyen Trong Bihn (Francia)
- Easy Riders, Raging Bulls (Easy Riders, Raging Bulls: How the Sex, Drugs and Rock 'N' Roll Generation Saved Hollywood), regia di Kenneth Bowser (Canada/Gran Bretagna)
- Ghosts of the Abyss, regia di James Cameron (USA)
- Tempi moderni (Modern Times), regia di Charles Chaplin (USA)
- Appuntamento a Belleville (Les triplettes de Belleville), regia di Sylvain Chomet (Francia)
- Il tempo dei lupi (Le temps du loup), regia di Michael Haneke (Francia/Austria)
- Les marches etc... (une comédie musicale), regia di Gilles Jacob (Italia)
- Il tulipano d'oro (Fanfan la Tulipe), regia di Gérard Krawczyk (Francia)
- Who Killed Bambi? (Qui a tué Bambi?), regia di Gilles Marchand (Francia)
- Va e viene (Va y vem), regia di João César Monteiro (Portogallo)
- Il grido d'angoscia dell'uccello predatore (20 tagli d'Aprile) e The Last Customer, regia di Nanni Moretti (Italia)
- The Fog of War - La guerra secondo Robert McNamara (The Fog of War: Eleven Lessons from the Life of Robert S. McNamara), regia di Errol Morris (USA)
- S21: La macchina di morte dei Khmer rossi (S21, la machine de mort Khmère rouge), regia di Rithy Panh (Cambogia/Francia)
- Wekanda Walauwa, regia di Lester James Peries (Sri Lanka)
- Charlie: The Life and Art of Charles Chaplin, regia di Richard Schickel (USA)
- Matrix Reloaded (The Matrix Reloaded), regia di Larry e Andy Wachowski (USA)
- L'anima di un uomo (The Soul of a Man), regia di Wim Wenders (Germania)

### Un Certain Regard
- Stormy Weather, regia di Sólveig Anspach (Francia)
- Mille mesi (Mille mois), regia di Faouzi Bensaïdi (Francia/Marocco)
- American Splendor, regia di Shari Springer Berman e Robert Pulcini (USA)
- Japanese Story, regia di Sue Brooks (Australia)
- Hoy y mañana, regia di Alejandro Chomski (Argentina)
- En jouant Dans la compagnie des hommes, regia di Arnaud Desplechin (Francia)
- September, regia di Max Färberböck (Germania)
- La meglio gioventù, regia di Marco Tullio Giordana (Italia)
- Míngrì tiānyá, regia di Yu Lik-wai (Cina)
- Robinson's Crusoe, regia di Cheng-Sheng Lin (Cina)
- Young Adam, regia di David Mackenzie (Gran Bretagna)
- Struggle, regia di Ruth Mader (Austria)
- Arimpara, regia di Murali Nair (India)
- Oro rosso (Talaye sorgh), regia di Jafar Panahi (Iran)
- Les mains vides, regia di Marc Recha (Francia)
- La cruz del sur, regia di Pablo Reyero (Argentina)
- Soldados de Salamina, regia di David Trueba (Spagna)
- Drifters, regia di Wang Xiaoshuai (Cina)
- Kiss of Life, regia di Emily Young (Gran Bretagna)

## Settimana internazionale della critica

### Lungometraggi
- Elle est de nôtre, regia di Siegrid Alnoy (Francia)
- Da quando Otar è partito (Depuis qu'Otar est parti), regia di Julie Bertuccelli (Francia/Belgio)
- Ricostruzione di un amore (Reconstruction), regia di Christoffer Boe (Danimarca)
- Entre ciclones, regia di Enrique Colina (Cuba)
- 20H17, Rue Darling, regia di Bernard Edmond (Canada)
- Deux fereshte, regia di Mahmat Haghighat (Iran)
- Milwaukee, Minnesota, regia di Allan Mindel (USA)

### Proiezioni speciali
- B.B. e il cormorano, regia di Edoardo Gabbriellini (Italia)
- Camarades, regia di Marin Karmitz (Francia)
- Oasis, regia di Lee Chang-dong (Corea del Sud) - rivelazione dell'anno FIPRESCI
- Off the Map, regia di Campbel Scott (USA)
- Condor - les axes du mal, regia di Rodrigo Vázquez (Francia)

## Quinzaine des Réalisateurs

### Lungometraggi
- James' Journey to Jerusalem, regia di Ra'anan Alexandrowicz (Israele)
- La chose publique, regia di Mathieu Amalric (Francia)
- Osama, regia di Siddiq Barmak (Afghanistan)
- A mulher que acreditava ser presidente dos eua, regia di João Botelho (Portogallo)
- Filme de amor, regia di Júlio Bressane (Brasile)
- Des plumes dans la tête, regia di Thomas de Thier (Belgio)
- Les lionceaux, regia di Claire Doyon (Francia)
- Le monde vivant, regia di Eugène Green (Francia)
- Pas de repos pour les braves, regia di Alain Guiraudie (Francia)
- Kitchen Stories - Racconti di cucina (Salmer fra kiøkkenet), regia di Bent Hamer (Norvegia/Svezia)
- No pasarán, album souvenir, regia di Henri-François Imbert (Francia)
- Le silence de la forêt, regia di Bassek Ba Kobhio e Didier Ouenangare (Francia/Camerun)
- Bright Leaves, regia di Ross McElwee (USA)
- The Mother, regia di Roger Michell (Gran Bretagna)
- Gozu, regia di Takashi Miike (Giappone)
- Quaresma, regia di José Alvaro Morais (Portogallo)
- Les yeux secs, regia di Narjiss Nejjar (Marocco/Francia)
- Niki et Flo, regia di Lucian Pintilie (Romania)
- La grande seduzione (La grande séduction), regia di Jean-François Pouliot (Canada)
- L'isola, regia di Costanza Quatriglio (Italia)
- Las horas del día, regia di Jaime Rosales (Spagna)
- Deep Breath, regia di Parviz Shahbazi (Iran)
- Sansa, regia di Siegfried (Francia)
- Watermark, regia di Georgina Willis (Australia)
- Kleine freiheit, regia di Yüksel Yavuz (Germania)

### Proiezioni speciali
- Saltimbank, regia di Jean-Claude Biette (Francia)
- No hay tierra sin dueño, regia di Sami Kafati (Honduras)
- Mike Brant - Laisse moi t'aimer, regia di Erez Laufer (Francia/Israele)
- L'enfance nue, regia di Maurice Pialat (Francia) (1968)
- Interstella 5555 (Daft Punk & Leiji Matsumoto's Interstella 5555: The 5tory of the 5ecret 5tar 5ystem), regia di Kazuhisa Takenouchi e Leiji Matsumoto (Giappone/Francia)

## Giurie

### Concorso
- Patrice Chéreau, regista (Francia) - presidente
- Erri De Luca, scrittore (Italia)
- Jiang Wen, regista (Cina)
- Aishwarya Rai, attrice (India)
- Jean Rochefort, attore (Francia)
- Meg Ryan, attrice (USA)
- Steven Soderbergh, regista (USA)
- Danis Tanović, regista (Bosnia ed Erzegovina)
- Karin Viard, attrice (Francia)

### Cinéfondation e cortometraggi
- Emir Kusturica, regista (Serbia-Montenegro) - presidente
- Mary Lea Bandy (USA)
- Zabou Breitman, attrice (Francia)
- Ingeborga Dapkūnaitė, attrice (Russia)
- Michel Ocelot, regista (Francia)

### Un Certain Regard
- Abderrahmane Sissako, regista (Mauritania) - presidente
- Jannike Ahlund
- Geoff Andrew, critico
- Alexis Campion, critico
- Christine Masson, critico
- Pierre Todeschini, critico

### Camera d'or
- Wim Wenders, regista (Germania) - presidente
- Laurent Aknin, critico (Francia)
- Alain Champetier (Francia)
- Géraldine D'Haen (Francia)
- Gian Luca Farinelli (Italia)
- Agnès Godard, direttore della fotografia (Francia)
- Claude Makovski (Francia)
- Bernard Uhlmann (Svizzera)
- Christian Vincent, regista (Francia)

## Palmarès

### Concorso
- Palma d'oro: Elephant, regia di Gus Van Sant (USA)
- Grand Prix Speciale della Giuria: Uzak, regia di Nuri Bilge Ceylan (Turchia)
- Prix d'interprétation féminine: Marie-Josée Croze - Le invasioni barbariche (Les invasions barbares), regia di Denys Arcand (Canada)
- Prix d'interprétation masculine: Muzaffer Özdemir e Mehmet Emin Toprak - Uzak, regia di Nuri Bilge Ceylan (Turchia)
- Prix de la mise en scène: Gus Van Sant - Elephant (USA)
- Prix du scénario: Denys Arcand - Le invasioni barbariche (Les invasions barbares), regia di Denys Arcand (Canada)
- Premio della giuria: Alle cinque della sera (Panj é asr), regia di Samira Makhmalbaf (Iran)

### Un Certain Regard
- Premio Un Certain Regard: La meglio gioventù, regia di Marco Tullio Giordana (Italia) ex aequo Mille mesi (Mille mois), regia di Faouzi Bensaïdi (Francia/Marocco)
- Premio della Giuria Un Certain Regard: Oro rosso (Talaye sorgh), regia di Jafar Panahi (Iran)

### Settimana internazionale della critica
- Grand Prix Semaine de la Critique: Da quando Otar è partito (Depuis qu'Otar est parti), regia di Julie Bertuccelli (Francia/Belgio)
- Prix de la (Toute) Jeune Critique: Milwaukee, Minnesota, regia di Allan Mindel (USA)

### Altri premi
- Caméra d'or per la migliore opera prima: Ricostruzione di un amore (Reconstruction), regia di Christoffer Boe (Danimarca)
- Premio FIPRESCI: Padre e figlio (Otets i syn), regia di Aleksandr Sokurov (Russia)